# Eupithecia proinsigniata
Eupithecia proinsigniata är en fjärilsart som beskrevs av Inoue 1987. Eupithecia proinsigniata ingår i släktet Eupithecia och familjen mätare. Inga underarter finns listade i Catalogue of Life.